# Средний Андаман
Средний Андаман (англ. Middle Andaman Island) — центральный остров архипелага Большой Андаман площадью в 1535,5 км². Население острова в 2001 году — 54 385 человек и состоит из переселенцев из Бенгалии, Тамилнада и Кералы. На острове также проживает много людей, относящихся к народности джарава. Основное занятие жителей острова — сельское хозяйство.
Основные города острова — Рангат, Биллиграунд, Кадамтала, Бакультата и Бетапур. Самый северный город, Маябундер, хотя географически и находится на Среднем Андамане, административно относится к Северному Андаману.
Береговая линия острова подверглась разрушительному воздействию цунами 2004 года, хотя последствия его были менее разрушительными по сравнению с ситуацией на других Андаманских островах.